# 赤目四十八滝

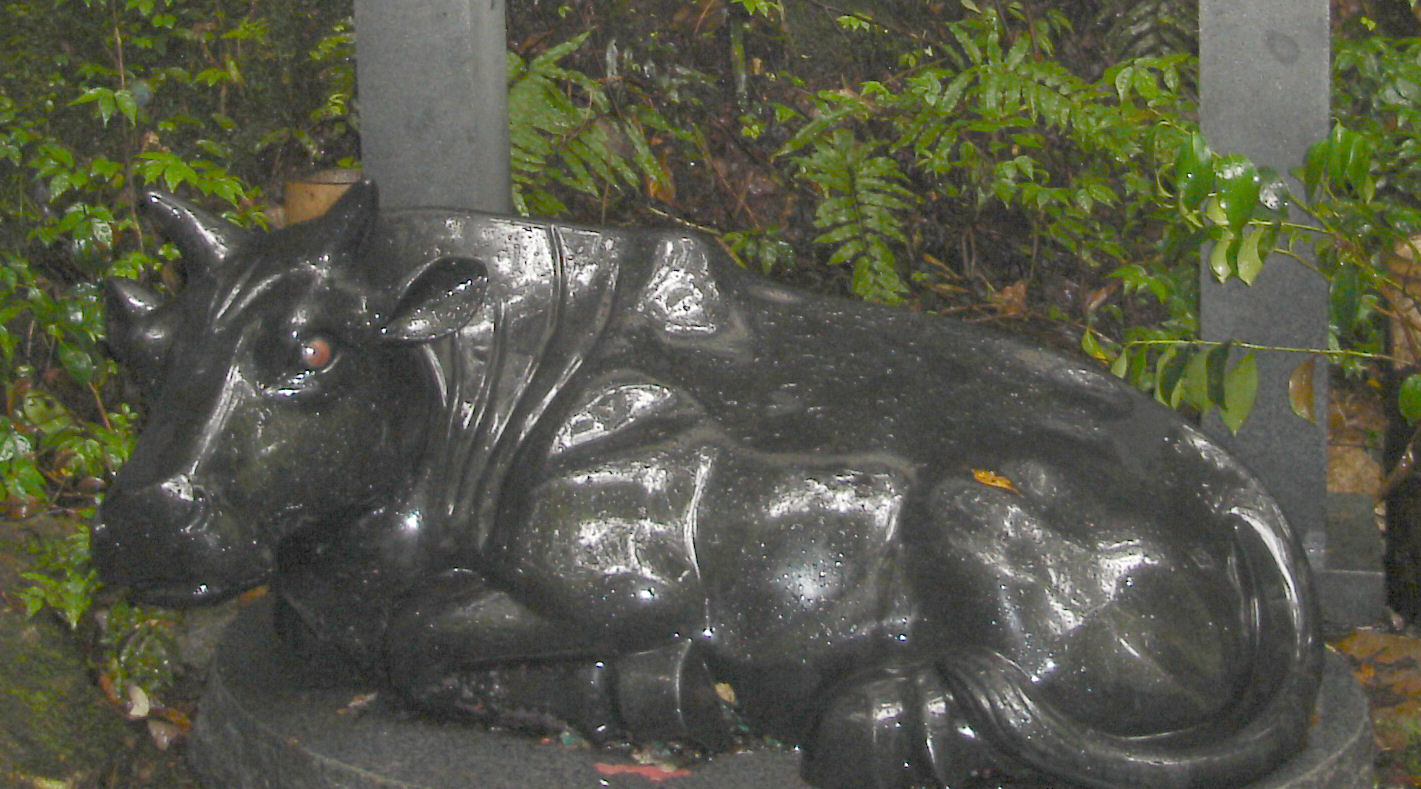
赤目の牛の像

赤目四十八滝（あかめしじゅうはちたき）は、三重県名張市赤目町を流れる宇陀川支流の滝川渓谷の約4㎞にわたって点在する一連の階段状の滝の総称である。日本に数多く存在する多くの滝を総称した四十八滝の一つ。また、谷は赤目四十八滝渓谷（あかめしじゅうはちたき けいこく）と称される。
流紋岩質の溶結凝灰岩からなる室生火山岩は、冷却されたときに垂直な節理（柱状節理など）を発達させ、河床に多くの段差を生じさせている。滝の落差は大きくないが滝つぼが比較的大きい特徴がある。
1970年（昭和45年）に室生赤目青山国定公園の一部に指定されており、許可を得ずに植物等を採取するのは禁じられている。
1950年に毎日新聞が選定した新日本観光地百選で瀑布部門1位となっている。そのほか、赤目四十八滝の自然環境への評価は数多い(後述)。

## 山岳信仰の地
その地勢ゆえに当地は古より山岳信仰の聖地であり、地元には「滝参り」という呼び方が今も残る（後述の「不動滝」を参照）。奈良時代には修験道の開祖である役行者（役小角）の修行の場ともなった。
地名「赤目」の由来は、天台宗延寿院の赤目不動尊であり、役行者が修行中に赤い目の牛に乗った不動明王に出会ったとの言い伝えにあるとされる。
また、役行者および修験道と関連するが、忍者の修行場であったとも伝えられている。

## 自然と観光

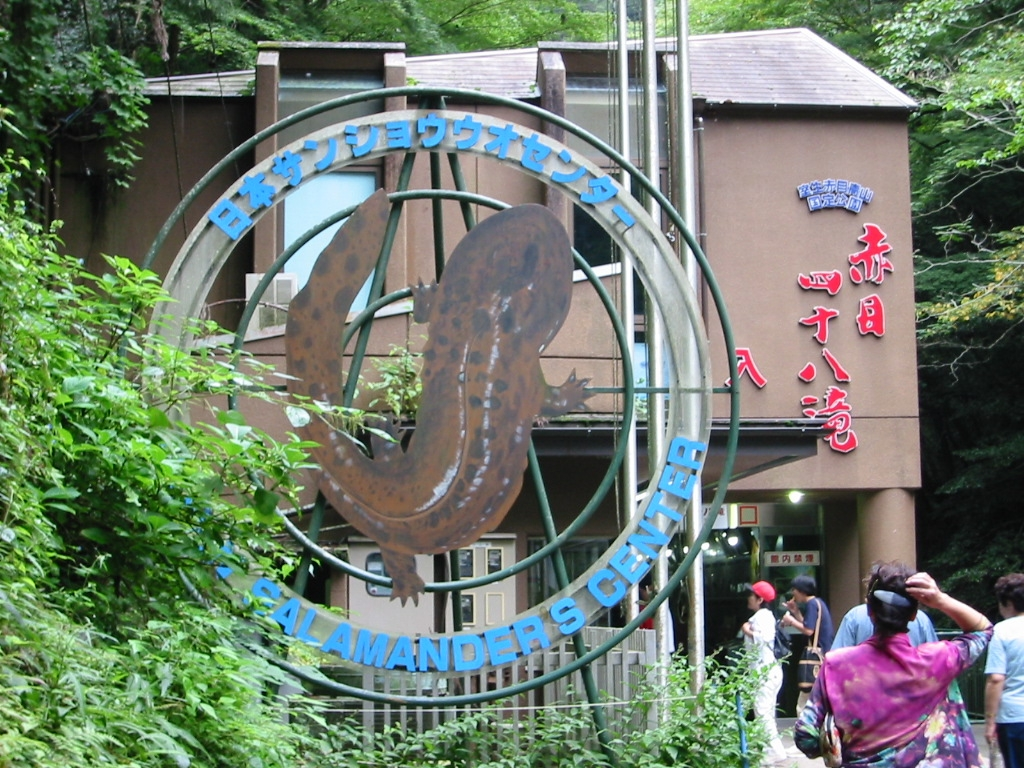
日本サンショウウオセンター

滝のある渓谷はおよそ4kmにわたって続き、峠を挟んで香落渓（かおちだに）へとつながっている。渓谷は四季折々に楽しめるハイキングコースとなっており、紅葉の名所としても知られていて、秋には関西・中京方面などから多くの観光客で賑わいを見せる。2013年（平成25年）の観光入込客数は163,948人。
渓谷とその周辺地域は野生動物と植生の宝庫である。特に渓谷は、世界最大級の両生類の一つであるオオサンショウウオの棲息地として知られ、滝への入り口付近には飼育・展示施設の日本サンショウウオセンターがある。また、テレビ番組でオオサンショウウオを扱う際のロケ地となることも少なくない。
2005年時点では、赤目四十八滝に自生するいくつかの苔は絶滅危惧種に指定されている。希少植物であるウチョウラン、ベニシュスラン、コウヤハンショウヅル、アカメクジャク、アカメイノデなどが自生している。当たり前の話であるが、これらの植物等を許可なく採取するのは禁じられている。

### 赤目五瀑

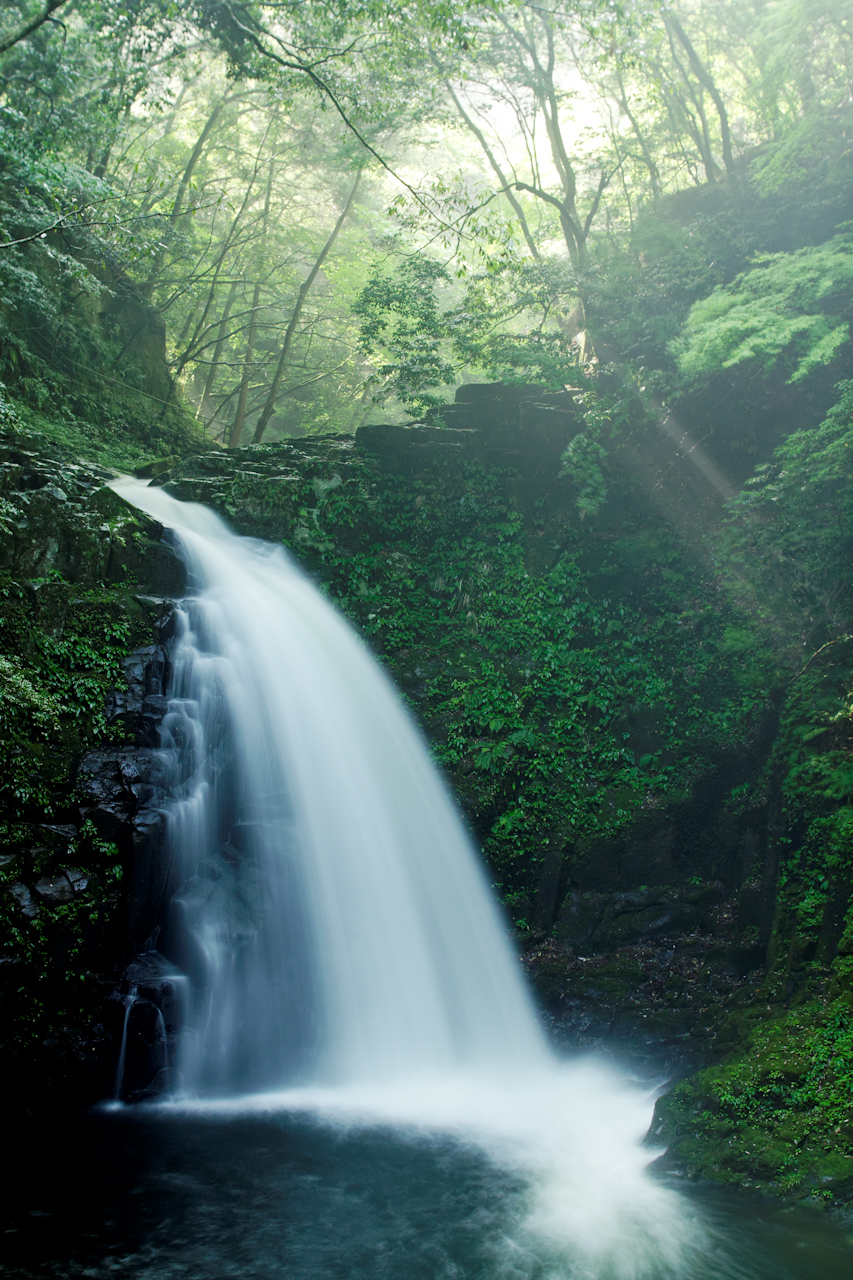
不動滝

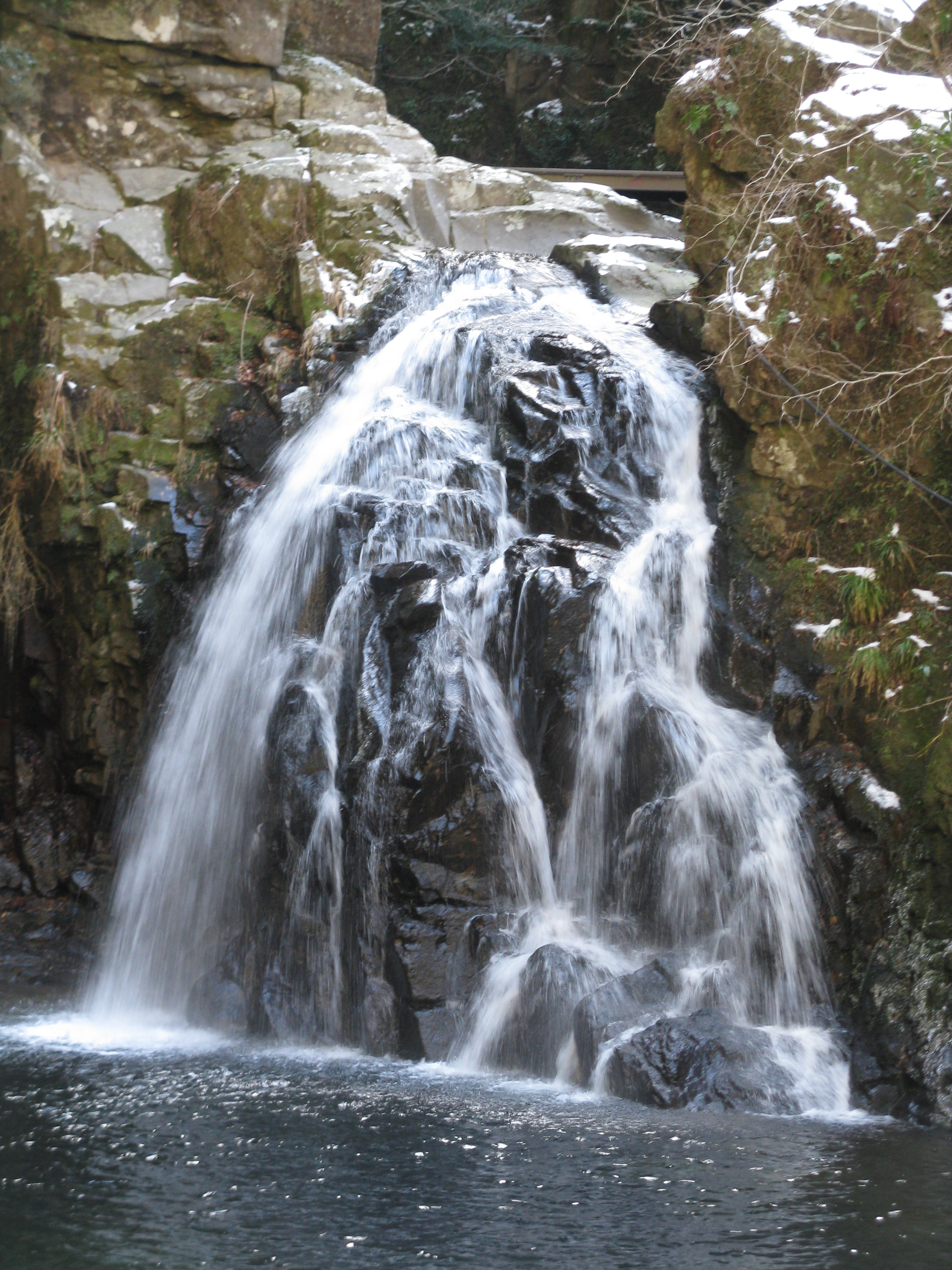
千手滝

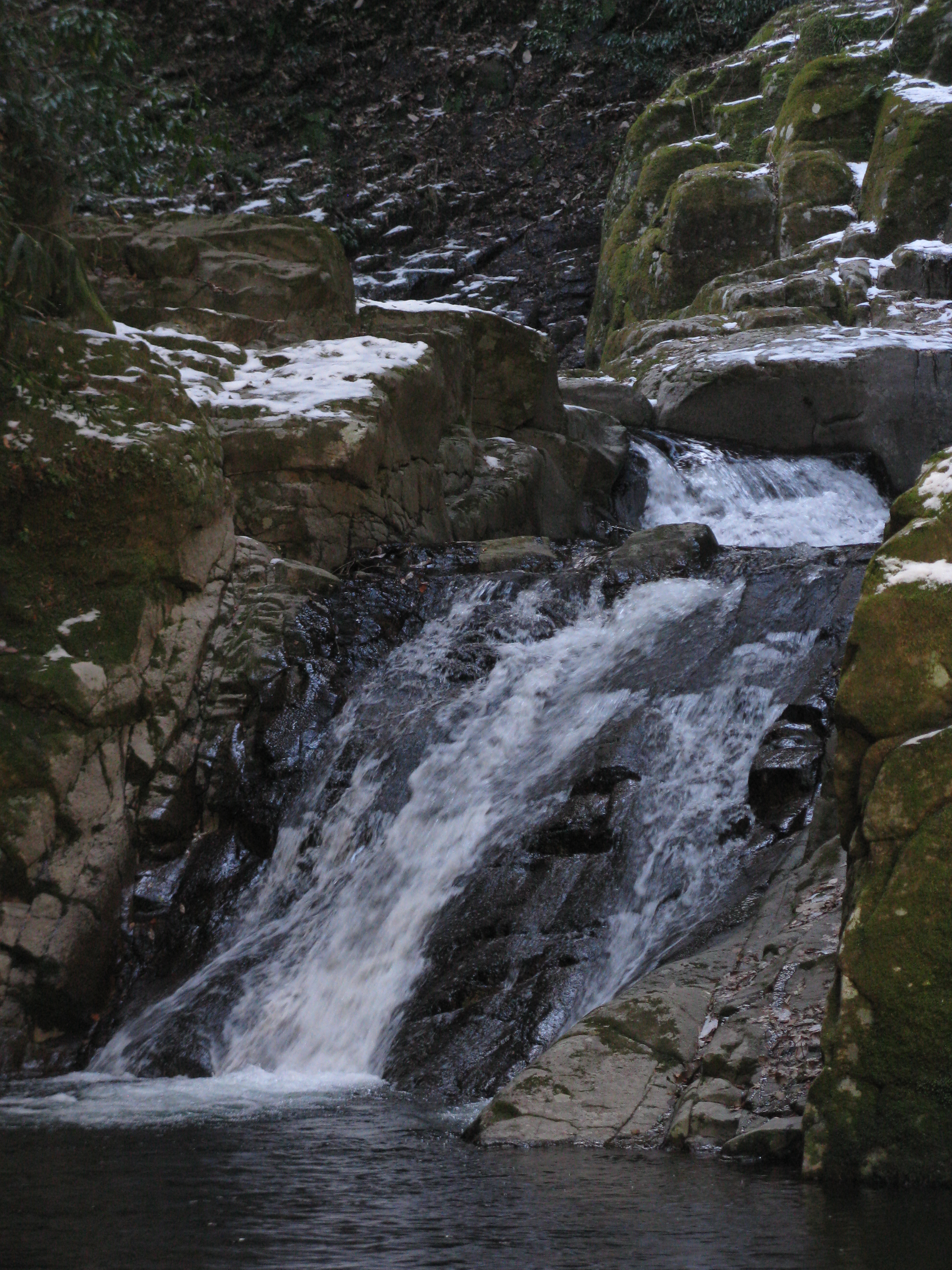
霊蛇滝

赤目四十八滝のうち比較的大きな5つの滝を、赤目五瀑（あかめ ごばく）と言う。
- 不動滝（ふどうだき）
落差15m[9]。不動明王にちなんで名付けられた滝。「滝参り」はこの滝への参拝を意味する。明治中期以前はここより奥は深山幽谷の原生林で、修験者のみ入ることが許されていた聖地だった。
- 千手滝（せんじゅだき）
落差15m。
岩を伝って千手のように落水するところからの命名とする説と、千手観音に因むとも言われている。黒い岩肌の滝から流れ落ちる白い水としだれかかるイロハモミジと深い緑の滝つぼが絵のように調和した見事な滝である。
- 布曳滝（ぬのびきだき）
落差30m。30mの高さから一条の布を掛けたように落ちるこの滝は全国にある布引滝の中での代表格とも言われている。
- 荷担滝（にないだき）
落差8m。滝の中央に位置する大岩を挟んで流れが二手に分かれる様子が、荷物を綺麗に振り分けて担っているように見えることから、「担いの滝」「荷担い滝」と名づけられた。三滝二淵のこの滝は、渓谷随一の景観と称される。
- 琵琶滝（びわだき）
落差15m。滝と滝つぼを合わせた形状が楽器の琵琶に似ている。なお、この滝は奈良県との県境に位置する[10]。

## 環境の評価
「赤目四十八滝」名義で、森・滝・遊歩道・水がそれぞれ、森林浴の森100選（1986年選定）、日本の滝百選（1990年）、遊歩百選（2002年）、平成の名水百選（2008年）に選出されており、重ねて遊歩道は、美しい日本の歩きたくなるみち500選（2004年）に「赤目四十八滝へのみち」の名で選出されている。
2009年8月19日に、日本蘚苔類学会から「コケ植物が織りなす景観として優れている」として、「日本の貴重なコケの森」の認定を受けている。

## 関連作品
第119回直木賞を受賞した車谷長吉原作の『赤目四十八瀧心中未遂』の舞台として知られ、のちに荒戸源次郎監督、寺島しのぶ主演で映画化され、そのロケ地ともなった。

## アクセス
渓谷内では徒歩のみ。
鉄道
- 最寄り駅は■近鉄大阪線 ■赤目口駅。現地行きバスあり。

自動車道
- 路線バス ：近鉄大阪線・赤目口駅前バス停より、三重交通の路線バス「11 赤目線 赤目滝行き」に乗車し、約10分で到着。
- 自家用車 ：国道165号を赤目口駅付近より、バスと同じルート（約6km）を走り、約10分で到着。

## 周辺観光地
- 赤目自然歴史博物館 - 2020年3月28日、赤目四十八滝の入山口に開館した[12]。
- 日本サンショウウオセンター （所在地：三重県名張市赤目町長坂）、下流側の入り口にある[4]。
- 室生赤目青山国定公園 - 赤目一志峡県立自然公園 - 香落渓 - 青山高原 - 曽爾高原
- 室生寺 - 長谷寺